# 馬爾蒂 (古巴)
22°57′8″N 80°55′0″W / 22.95222°N 80.91667°W

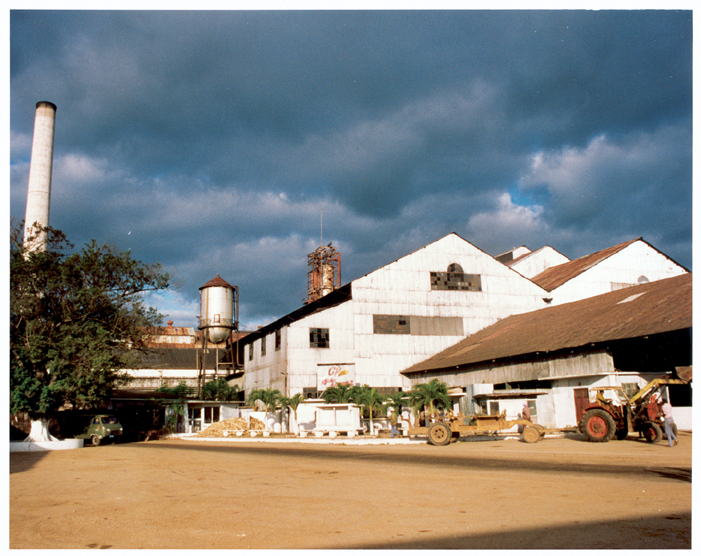

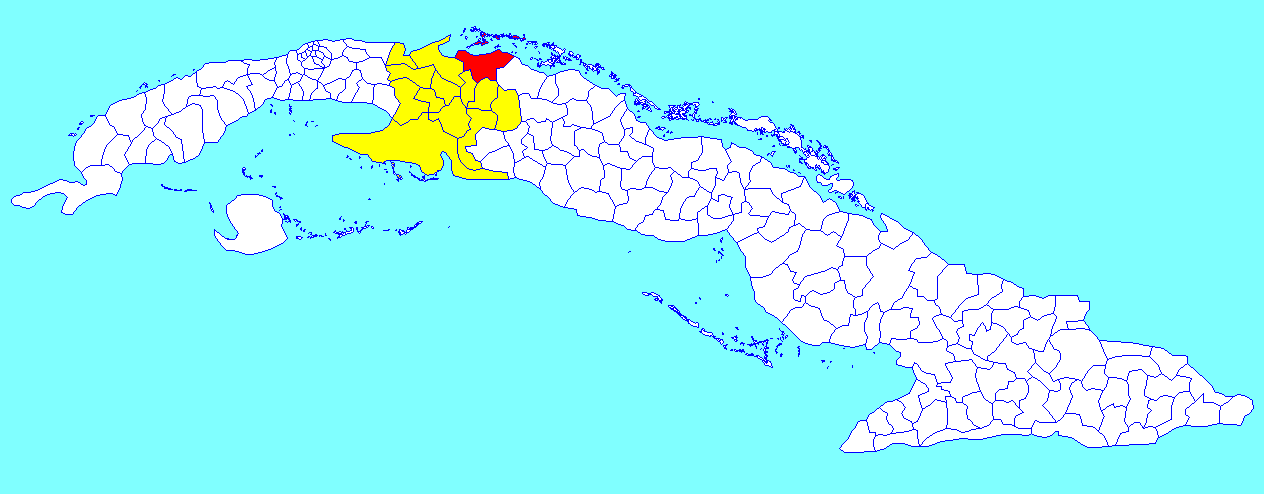

馬爾蒂（西班牙語：Martí），是古巴的城鎮，位於該國西部，由馬坦薩斯省負責管轄，始建於1835年，面積1,070平方公里，海拔高度20米，2004年人口23,475，人口密度每平方公里21.9人。